# Neodon juldaschi
Neodon juldaschi là một loài động vật có vú trong họ Cricetidae, bộ Gặm nhấm. Loài này được Severtzov mô tả năm 1879.